# Матвій II Константинопольський
Матвій II (… — 1603) — патріарх Константинопольський.
Він був влахомовним і народився в селі Клейново в Каламбаці. У 1585 році він був обраний митрополитом Янінським і в цій якості був посланий патріархом Єремією II до Румелі та на Пелопоннес для збору грошей.
У січні 1596 р. обраний Вселенським патріархом. Однак його обрання не було визнано, оскільки не всі його члени брали участь у Священному Синоді, який його обрав, тому через двадцять днів він був змушений піти у відставку й оселився на Афоні. У квітні 1598 р. його знову обрали. Під час свого другого терміну, у 1600 році, він звільнив архієпископа Кіпру Афанасія та скинув його з престолу після скарг Кіпрської церкви. Він залишався на престолі до лютого 1602 року, коли знову оселився на горі Афон. Знову зійшовши на престол на кілька днів між січнем і лютим 1603 року, він повернувся на гору Афон, де й помер того ж року.
Під час його Патріархату резиденція Патріархату була перенесена з церкви Святого Димитрія Ксілопортаса до церкви Святого Георгія Фанарія, де вона залишається донині. Також був проголошена святою Філофея Афінська, яка кілька років до того діяла в Афінах.